# Meridian (Geographie)

Ein Meridian oder ein halber Längenkreis

Meridian bezeichnet in der Geographie einen halben Längenkreis, der auf der Erdoberfläche von einem geographischen Pol zum anderen verläuft. Ein Meridian ist die Verbindungslinie aller Orte auf der Erde, an denen die Sonne zur gleichen Zeit ihren mittäglichen Höchststand erreicht, an denen also gleichzeitig Mittag ist. Die Wortherkunft vom lateinischen circulus meridianus („Mittagskreis“) weist auf diesen Zusammenhang hin.
Alle Punkte mit gleicher geographischer Länge, also mit dem gleichen „Längengrad“, liegen auf demselben Meridian. Die Termini Längengrad und Meridian bezeichnen also jeweils genau gleiche Linien auf der Erdoberfläche und können daher synonym verwendet werden. Allerdings wird mit dem Begriff des Längengrades der Aspekt der Angabe eines Winkels und mit dem Begriff des Meridians der Aspekt des Sonnenstandes zur Mittagszeit betont.
Gelegentlich wird die Bezeichnung Meridian ungenau im Sinne von voller Längenkreis verwendet (Erdmeridianquadrant). Verwechslungsgefahr besteht zudem mit dem Meridianbegriff der Astronomen: Sie nennen den Himmelsmeridian in der Kurzform ebenfalls Meridian, verstehen darunter aber einen speziellen Großkreis an der Himmelskugel.

## Meridiane als Ideallinie
Auf einer kugelförmig gedachten Erdoberfläche sind die Längenkreise im Gegensatz zu den Breitenkreisen stets Großkreise und daher die Meridiane halbe Großkreise. Auch wenn man die Erde genauer als Rotationsellipsoid betrachtet, sind alle Meridiane wegen der Rotationssymmetrie gleich lang. Die Länge eines Meridians beträgt auf dem WGS84-Referenzellipsoid ca. 20 003,93 km.
Von einem Pol ausgehend wird der Abstand zwischen zwei Meridianen immer größer, bis er schließlich am Äquator sein Maximum erreicht. Den Abstand zwischen den Meridianen, die 1° auseinander liegen, bezeichnet man als Abweitung. Sie ist abhängig vom benutzten Referenzellipsoid. Beim Bessel-Ellipsoid ist die Abweitung am Äquator 111,307 km und auf dem 50. Breitengrad, also z. B. in Mitteleuropa, dagegen nur 71,687 km.

## Besondere Meridiane

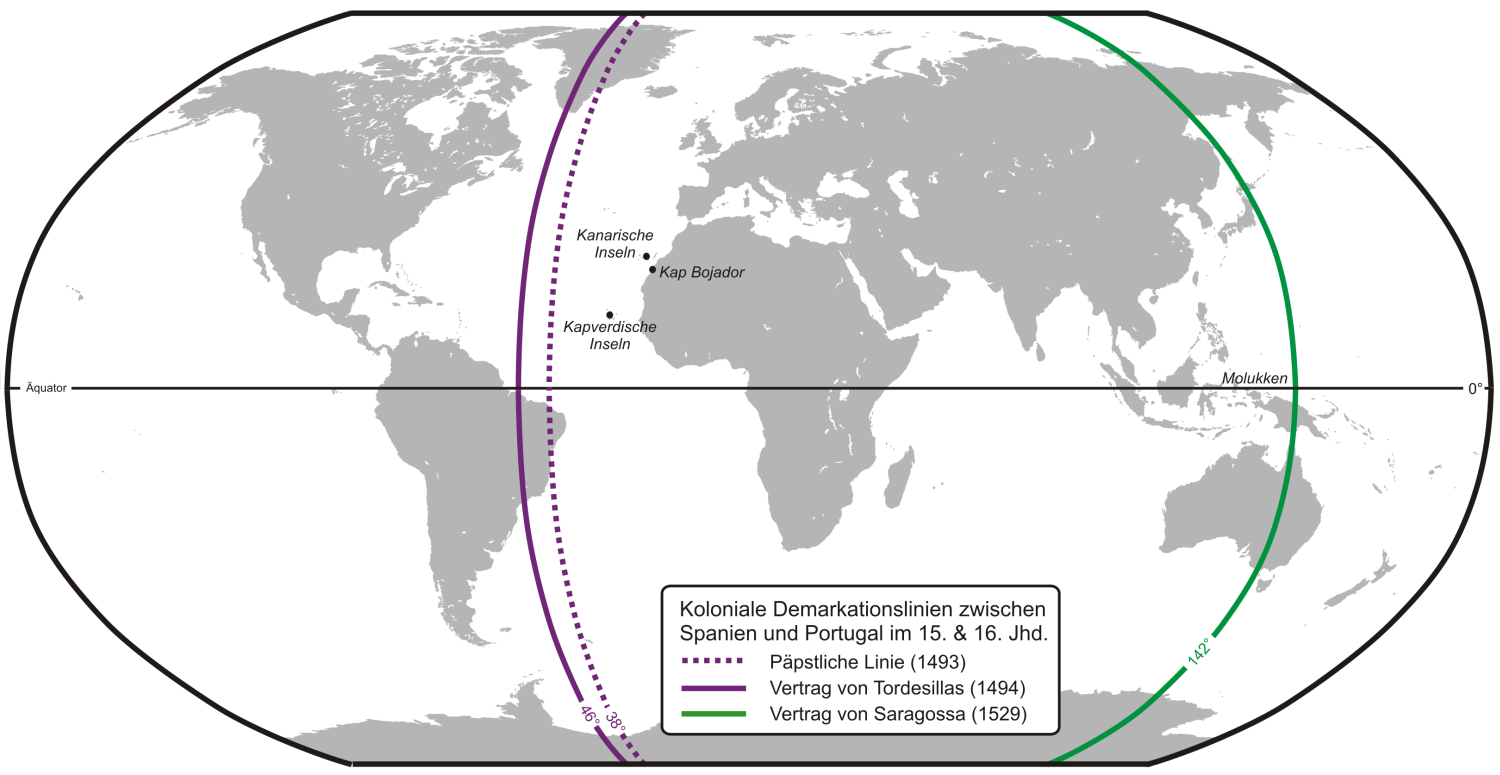
Demarkationslinie nach dem Spanisch-Portugiesischen Vertrag von Tordesillas von 1494, etwa bei 38° W

### Nullmeridiane
Bei den Meridianen gibt es – anders als bei den Breitenkreisen – keinen, der sich gegenüber den anderen auszeichnet. Daher könnte jeder Meridian als Bezugs- oder Nullmeridian festgelegt werden. Wichtige Nullmeridiane waren der Meridian von Ferro (in vielen europäischen Landkarten), der Meridian von Paris (durch das Pariser Observatorium, 1718 festgelegt) und der Meridian von Greenwich bei London (in vielen Seekarten).
Auf der Internationalen Meridian-Konferenz von 1884 wurde der Meridian von Greenwich als internationaler Nullmeridian und die mittlere Sonnenzeit an diesem Meridian als Greenwich Mean Time festgelegt. Allerdings wurden auch die alten Nullmeridiane zunächst noch weiter verwendet: beispielsweise der Pariser Meridian in Frankreich bis 1911, für die Zeitrechnung bis 1978, oder der Ferro-Meridian in deutschen Kartenwerken bis 1923.

### Zeitzonen

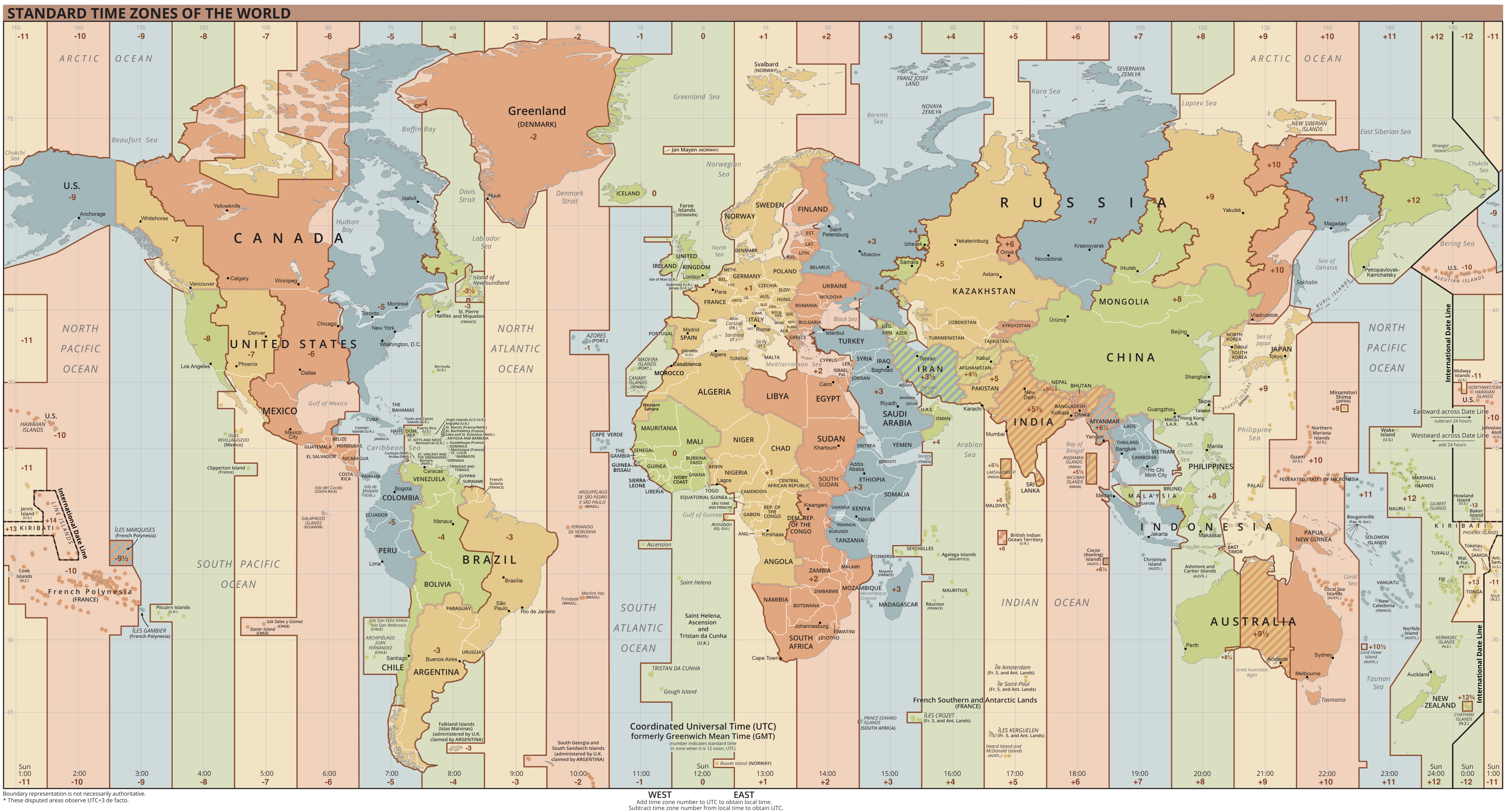
Weltkarte mit Zeitzonen

Die Festlegung von Zeitzonen orientiert sich an bestimmten Meridianen. Da eine volle Umdrehung der Erde bezüglich der Sonne durchschnittlich rund 24 Stunden dauert, beträgt die Zeitdifferenz des Meridiandurchgangs für zwei Orte, deren Längenkeise sich um 360°/24 = 15° unterscheiden, 1 Stunde.
Aufgrund praktischer Erwägungen und infolge politischer Vorgaben haben lokale Ortszeiten heutzutage nurmehr geringe Bedeutung. Vielmehr wird für ein größeres Gebiet eine einheitliche gesetzliche Zeit festgelegt in Form einer Zeitzone. Die für die jeweiligen Zonen festgelegten Zeiten unterscheiden sich meist um volle Stunden, selten um eine halbe oder dreiviertel Stunde wie in Nepal. Daher liegen die ideal abgrenzenden Meridiane von Zeitzonen meist um 15° auseinander. Die realen Grenzziehungen folgen allerdings in der Regel konkreten Landesgrenzen. Eine Besonderheit stellen die Pole dar, da hier alle Meridiane zusammenlaufen und damit alle Zeitzonen zusammenfallen. Für die Antarktis wurde festgelegt, dass dort überall die Koordinierte Weltzeit gilt.

### Meridian 10 Grad östlicher Länge

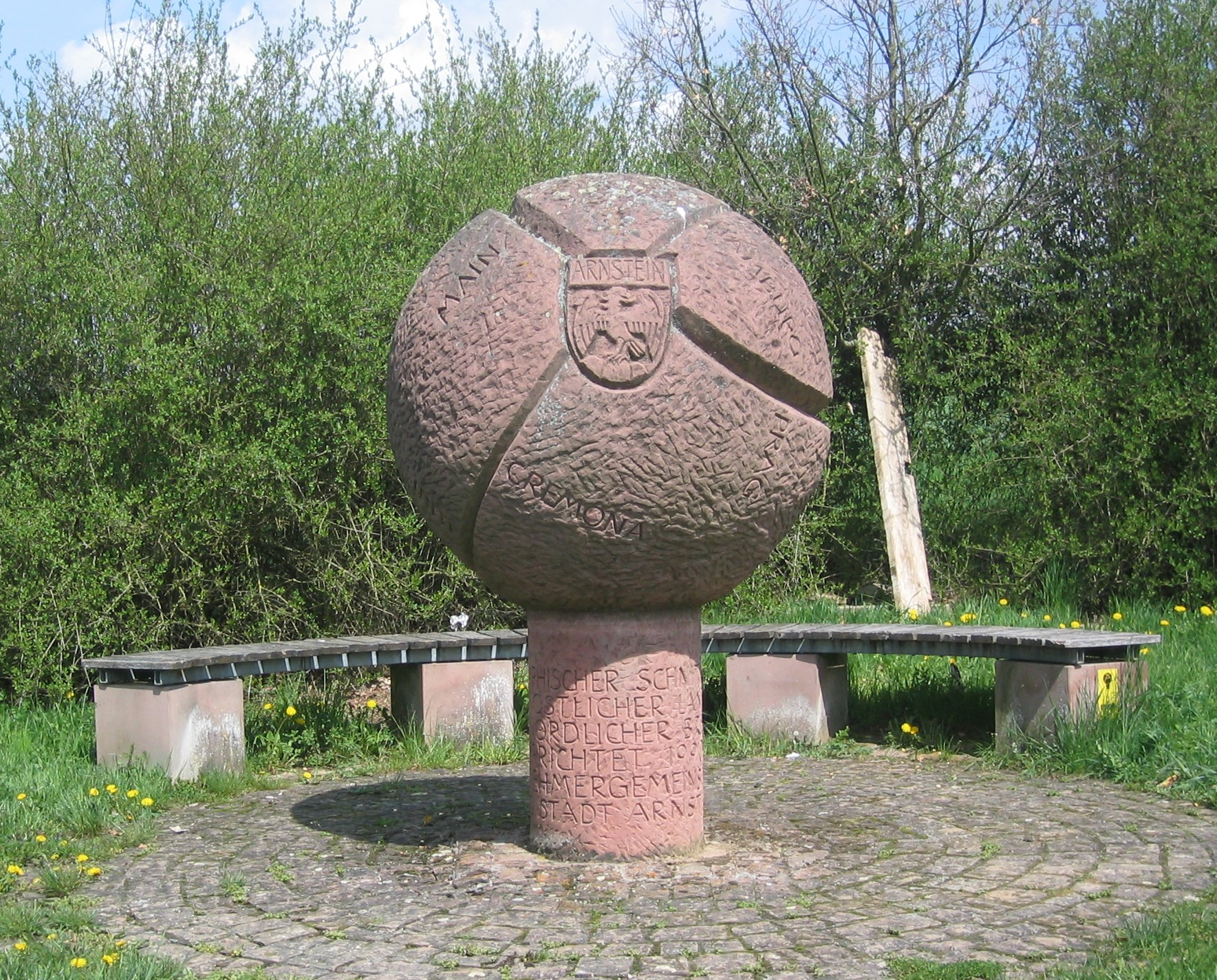
Konfluenzdenkmal 50°N, 10°O (nicht genau auf dem Konfluenzpunkt) bei Arnstein, an B 26a, 5 km westlich v. Autobahnkreuz Schweinfurt/Werneck

Der Meridian 10° östlicher Länge bildet auf den meisten Weltkarten die Mittelsenkrechte zum Äquator, da dann die Beringstraße, welche die Erdteile Asien und Nordamerika trennt, am rechten und linken Kartenrand gleich weit von der Karten-Mittelsenkrechten entfernt liegt. 
Bei Weltkarten mit dem Nullmeridian als Mittelsenkrechte zum Äquator wird die Landmasse der Nordhalbkugel nicht mittig zur Karte abgebildet, da durch die Beringstraße nicht der 180. Längengrad, sondern der Meridian 170° westlicher Länge verläuft, der auf dem gleichen Längenkreis wie der Meridian 10° östlicher Länge liegt.

### Meridian 15 Grad östlicher Länge
Durch Görlitz, die östlichste Stadt Deutschlands, verläuft der Meridian 15° östlicher Länge; die mittlere Sonnenzeit ist auf diesem Längengrad um genau eine Stunde gegenüber Greenwich zeitverschoben. Die Görlitzer Ortszeit ist gleich der Mitteleuropäischen Zeit (MEZ), weshalb diese manchmal auch Görlitzer Zeit genannt wird.

## Die Meridianexpedition
1792 sollte die Strecke eines Teils des Längenkreises durch Paris bestimmt und hierfür der Abstand zwischen den Breitenkreisen der Städte Dünkirchen und Barcelona vermessen werden, die nahezu auf demselben Meridian wie Paris liegen. Die Unternehmung, auch Meridianexpedition genannt, wurde von Jean-Baptiste Joseph Delambre, Pierre Méchain und dessen Assistenten Jean Joseph Tranchot verantwortet. Méchain und Tranchot übernahmen den südlichen, Delambre den nördlichen Sektor. Die Expedition dauerte im Ganzen – behindert durch Auswirkungen der Französischen Revolution sowie kriegerische Ereignisse wie die Invasion durch Preußen und den Französisch-Spanischen Krieg – rund sieben Jahre. Die Grundlinie der Triangulationen wurde bei Paris eingemessen.

Halber Meridian (Erdquadrant)

Die aufgrund der ermittelten Daten vorgelegten Resultate wurden durch eine internationale Wissenschaftler-Konferenz 1799 in Paris bestätigt. Noch im gleichen Jahr wurde nach dem berechneten Ergebnis ein Maß konstruiert und das Urmeter aus Platiniridium gefertigt, das dann als Maßeinheit zunächst in ganz Frankreich Geltung erlangte. Die damalige neue Einheit war 1793 als ein von der Erde genommenes Maß definiert worden: der zehnmillionste Teil der Strecke vom Pol zum Äquator, also eines halben Meridians oder viertel Längenkreises, auch Erdquadrant genannt. Die damals festgelegte Länge eines solchen Meters unterschied sich nur um 0,2 Millimeter von der später mit geringerer Messungenauigkeit ermittelten Länge eines Vierzigmillionstel des über ihre Pole gemessenen Umfangs der abgeplatteten Erde. Eine weitere sich aus den Ergebnissen der Expedition ergebende Erkenntnis war, dass der Erde kein gleichmäßiges Ellipsoid als wahre Form zugrunde zu legen ist.

## Film
- Axel Engstfeld: Terra X – Die Jagd nach dem Urmeter. Deutschland, Großbritannien, Frankreich, 2010, 52 Min. Dokumentation mit Spielszenen zum Teil an Originalschauplätzen. Das Nationale Geografische Institut[2] in Paris stellte für die Dreharbeiten auch ein Original des Bordakreises zur Verfügung.